# Agnocoris pulverulentus
Agnocoris pulverulentus är en insektsart som först beskrevs av Philip Reese Uhler 1892.  Agnocoris pulverulentus ingår i släktet Agnocoris och familjen ängsskinnbaggar. Inga underarter finns listade i Catalogue of Life.